# Sussaba hinzi
Sussaba hinzi là một loài tò vò trong họ Ichneumonidae.